# Zaltbommel

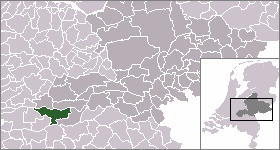
Localização de Zaltbommel

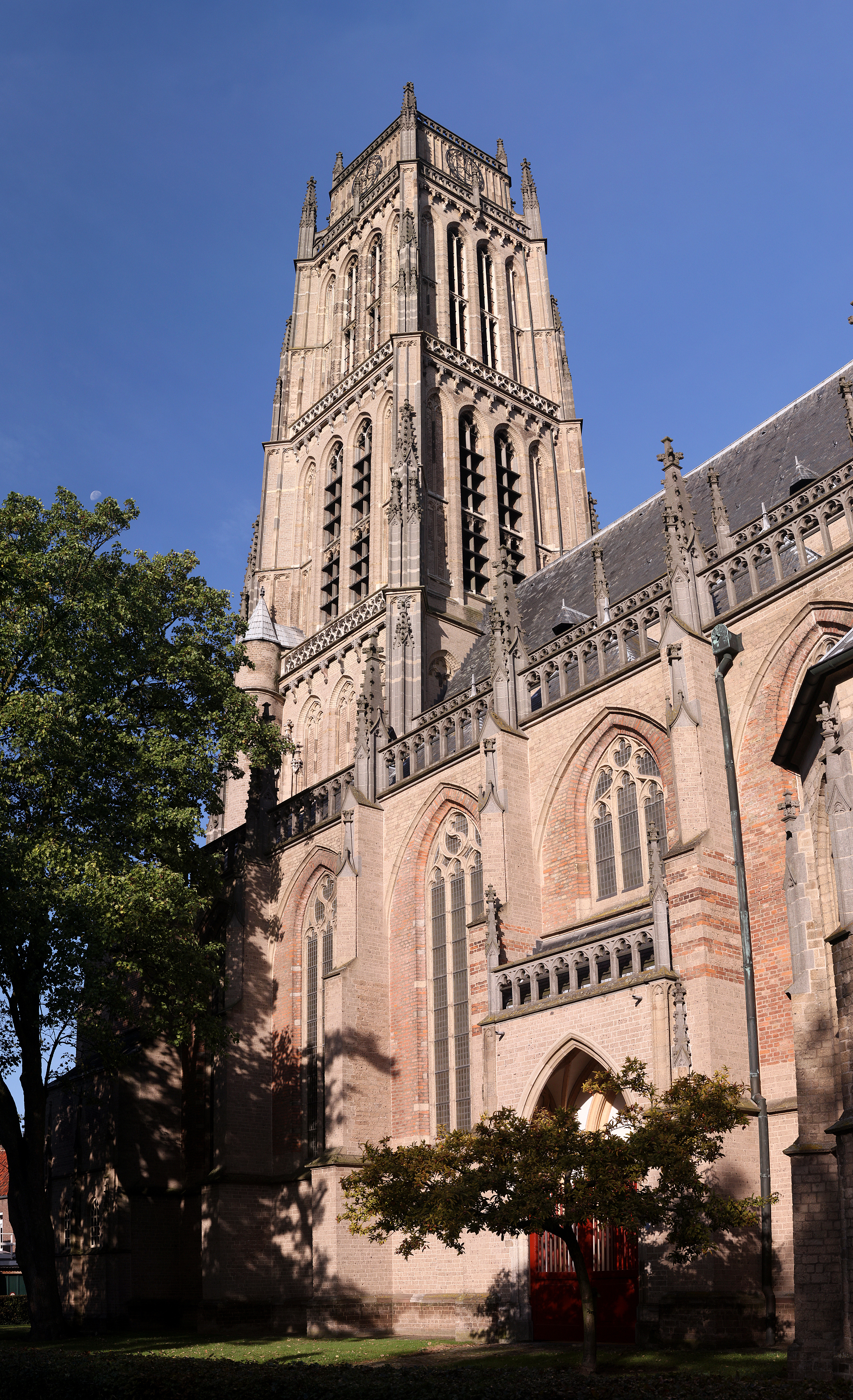

Zaltbommel é um município e uma cidade  neerlandesa., na província da Guéldria.
Sua população foi estimada em 26 187 habitantes em 2008.